# Броновиці (Лодзинське воєводство)
Броновіце (пол. Bronowice) — село в Польщі, у гміні Бжезіни Бжезінського повіту Лодзинського воєводства.
Населення — 98 осіб (2011).
У 1975-1998 роках село належало до Скерневицького воєводства.

## Демографія
Демографічна структура станом на 31 березня 2011 року:
|          | Загалом | Допрацездатний вік | Працездатний вік | Постпрацездатний вік |
| -------- | ------- | ------------------ | ---------------- | -------------------- |
| Чоловіки | 40      | 6                  | 26               | 8                    |
| Жінки    | 58      | 7                  | 38               | 13                   |
| Разом    | 98      | 13                 | 64               | 21                   |